# Direct (magazine)
Pour les articles homonymes, voir direct.
Direct est le magazine bimensuel en langue française de communication interne de l'Armée belge.
Il a succédé depuis fin 2006 au Vox magazine.
Magazine simple et court (une douzaine ou une quinzaine de pages), il a vocation d'informer les membres des forces armées de l'actualité, des missions, ainsi que des changements de statuts et de gestion au sein des forces armées belges.